# Zhang Yishan
Zhang Yishan (chino simplificado: 张一山, chino tradicional: 張一山, pinyin: Zhāng Yīshān), es un actor chino.

## Biografía
En el 2011 se unió a la Academia de Cine de Pekín (inglés: "Beijing Film Academy") de donde se graduó en el 2014 con una licenciatura en actuación.
De pequeño estudió Kung-fu en el "Shichahai Martial Arts School".
Es muy buen amigo de la actriz Yang Zi, a quien conoce desde que eran pequeños.
Previamente salió con Bai Xue, sin embargo la relación finalizó.
En el 2020, salió brevemente con la actriz Song Yanfei, sin embargo la relación finalizó en agosto del mismo año.

## Carrera
Es miembro de la agencia "Beijing Huacheng Media Co., LTD".
El 12 de febrero del 2005 se unió al elenco principal de la primera temporada de la serie Home with Kids donde interpretó a Liu Xing, es un joven ingenioso, discreto, caballeroso y deportivo, pero travieso y no le va bien en la escuela, hasta el final de la serie durante su cuarta temporada el 10 de noviembre del 2007.
El 3 de julio del 2009 apareció como parte del elenco principal de la película Looking for Jackie donde dio vida a Zhang Yishan, un joven de 13 años que vive en Indonesia con su abuela y que decide ir a China para ser entrenado por Jackie Chan luego de ser intimidado.
El 23 de mayo del 2016 se unió al elenco principal de la serie web Yu Zui, donde interpretó a Yu Zui, un cadete de la policía que más tarde se convierte en un policía encubierto, hasta el final de la serie el 6 de julio del mismo año.
El 9 de julio del mismo año apareció por primera vez en el programa Happy Camp donde participó junto a Ma Tianyu, Zhang Meng, Jiro Wang, Victoria Song y Du Chun.
El 21 de julio del 2017 se unió al elenco principal de la serie Shall I Compare You to a Spring Day donde interpretó a Qiu Shui, un hombre encantador que está bien versado en artes, negocios y habilidades médicas, hasta el final de la serie el 15 de septiembre del mismo año.
El 13 de diciembre del 2017 se unió al elenco principal de la serie web A Seven-Faced Man (柒个我) donde interpretó a Shen Jizhen, un joven amable y gentil y el sucesor de tercera generación de "Shenhua Group", cuyos eventos traumáticos de su misterioso pasado nublan su vida cotidiana, hasta el final de la serie el 18 de enero del 2018.
En marzo del 2019 se unió al elenco principal de la serie Chong Er's Preach donde dio vida a Yi Wu, el tercer hijo del Duque Xian de Jin (Kevin Tan).
El 23 de junio del 2020 se unirá al elenco principal de la serie Inside Man donde interpretará a Shen Fang.

## Filmografía

### Series de televisión
| Año             | Título                                   | Personaje    | Notas                      |
| --------------- | ---------------------------------------- | ------------ | -------------------------- |
| TBA             | Ancient Street                           | -            |                            |
| 2021 - presente | Once Young                               | Qin Chuan    |                            |
| 2020 - presente | Collision                                | Ren Shaopeng |                            |
| 2020 - presente | The Deer and the Cauldron                | Wei Xiaobao  |                            |
| 2020 - presente | Green Valley                             | Jiao Dalou   |                            |
| 2020 - presente | Inside Man                               | Shen Fang    |                            |
| 2019            | Chong Er's Preach                        | Yi Wu        | 72 episodios               |
| 2018            | A Family Has Children In The First Place | Jiang Bei    | 100 episodios              |
| 2017 - 2018     | A Seven-Faced Man                        | Shen Jizhen  | 38 episodios - (serie web) |
| 2017            | Shall I Compare You to a Spring Day      | Qiu Shui     | 40 episodios               |
| 2017            | Bring Joy Back Home Together             | Liu Xing     |                            |
| 2016            | My Father, My Soldier                    | Cun Zilong   |                            |
| 2016            | Yu Zui                                   | Yu Zui       | 24 episodios - (serie web) |
| 2016            | The Big Foot Soldiers                    | Mao Qing     |                            |
| 2015            | Melting Pot                              | Xu Xiaobin   |                            |
| 2014            | Rid Of The Bandits                       | Lu Zizheng   |                            |
| 2014            | Love You Most                            | Xia Xiaobing |                            |
| 2014            | Childbearing Age                         | Gao Rui      |                            |
| 2013            | Love Is Not Blind                        | -            | ep. #23 - (cameo)          |
| 2013            | Father Comes Home                        | Gao He       | 35 episodios               |
| 2012            | Star City 2                              | Zhou Hao     |                            |
| 2010            | Yuan Yuan's Story                        | -            | (cameo)                    |
| 2009            | In the Wildest Fantasy                   | A Gan        |                            |
| 2009            | Born After 1980                          | Liu Dao      |                            |
| 2009            | Don't Want to Grow Up                    | Prima Da Niu |                            |
| 2007            | 船政风云                                 | Xiao Su      |                            |
| 2005            | Who Pays for Love                        | Kong Xixi    |                            |
| 2005 - 2007     | Home with Kids                           | Liu Xing     | 367 episodios              |
| 2004            | Little Soldier Zhang Ga                  | Tong Le      |                            |

### Películas
| Año  | Título                         | Personaje              | Notas                                                                              |
| ---- | ------------------------------ | ---------------------- | ---------------------------------------------------------------------------------- |
| 2019 | 古田军号                       | Lin Biao               |                                                                                    |
| 2018 | A Paper Marriage               | Li Chao                | junto a Zhang Hui, Liu Xi Yang, Yang Zi y Guan Xiaotong                            |
| 2018 | Love Trip                      | Yin Hao                | junto a Candy Yang, Zhu Yong Teng y Haibo Wen                                      |
| 2018 | Goddesses in the Flames of War | -                      | junto a Yin Tao, Hu Ke, Yao Chen, Jing Chao y Zhou Dongyu                          |
| 2018 | Bring Happiness Home           | -                      | junto a Jackson Wang, Zhou Dongyu, Lin Gengxin y Deng Chao                         |
| 2017 | Fake Guardians                 | Zi Chu                 |                                                                                    |
| 2017 | Six Years, Six Days            | -                      | junto a Jiang Ruijia, Gao Yunxiang, Vivi Miao y Zhao Liying                        |
| 2017 | Battle of Xiangjiang River     | Li Tianyou             | junto a Wang Ying, Dong Yong, Xu Jian, Sun Weimin y Bao Jianfeng                   |
| 2016 | Room 704                       | Tong Shan              | junto a Fu Mei                                                                     |
| 2016 | Escape Route                   | Zhou Xiaoyi            |                                                                                    |
| 2015 | Mr. Six                        | Huang Mao              | junto a Feng Xiaogang, Li Yifeng, Kris Wu y Wu Jinyan                              |
| 2015 | Money Game                     | Xiao Shan              | junto a Lee Seung-hyun, Zhang Lanxin, Liu Hua, Hu Xia y Bao Jianfeng               |
| 2013 | Little Tigers                  | Peng Liang             |                                                                                    |
| 2012 | All for Love                   | Hermano de Mei Ling    | junto a Che Yongli, Zhang Jiayi, Ariel Aisin-Gioro y Alec Su                       |
| 2012 | Southern Snow                  | Yang Huahua            |                                                                                    |
| 2011 | Deng Enming's Childhood        | Deng Enming (de joven) |                                                                                    |
| 2011 | The Founding of a Party        | Deng Enming            | junto a Liu Ye, Chen Kun, Li Qin, Chow Yun-Fat, Qi Yuwu, Yang Yang y Jing Boran    |
| 2010 | Bruce Lee, My Brother          | Lau Kin-kong           | junto a Aarif Rahman, Tony Leung Ka-fai, Christy Chung, Jennifer Tse y Michelle Ye |
| 2009 | Looking for Jackie             | Zhang Yishan           | junto a Jackie Chan, Tiffany Tang y Hua Tian                                       |
| 2008 | Slam                           | "Monkey"               |                                                                                    |

### Programa de variedades
| Año        | Título                                 | Notas                                      |
| ---------- | -------------------------------------- | ------------------------------------------ |
| 2016, 2019 | Happy Camp (快乐大本营)                | 4 episodios - invitado                     |
| 2018       | Chef Nic (锋味)                        | invitado - junto a Patrick Tse y Liza Wang |
| 2018       | Give Me Five 2 (高能少年团第二季)      | 12 episodios - miembro                     |
| 2018       | This is Fighting Robots (这！就是铁甲) | miembro                                    |
| 2018       | 朗读者                                 | invitado                                   |
| 2018       | 中国故事大会                           | invitado                                   |
| 2017       | Give Me Five (高能少年团)              | 12 episodios - miembro                     |
| 2017       | The Jin Xing Show (金星秀)             | invitado                                   |
| 2016       | 周一见第二季                           | 2 episodios                                |
| 2016       | 晚安朋友圈第二季                       |                                            |
| 2016       | Super Show (超级大首映)                |                                            |
| 2015       | Super Talk Show (超级访问)             |                                            |
| 2015       | Laugh Out Loud (我们都爱笑)            | 2 episodios - invitado                     |
| 2015       | TORE！Season Ⅱ (疯狂的麦咭第二季)      |                                            |
| 2011       | Shake It Up                            |                                            |

### Revistas
| Año  | Título                    | Notas |
| ---- | ------------------------- | ----- |
| 2018 | OK! (精彩)                |       |
| 2018 | 男人装                    |       |
| 2018 | VOGUE Me                  |       |
| 2018 | ELLE China                |       |
| 2018 | StarBox (人物)            |       |
| 2018 | Star Show (时尚星秀)      |       |
| 2018 | Fashionable (最潮)        |       |
| 2017 | CHIC (小资)               |       |
| 2017 | COSMO Bride (时尚新娘)    |       |
| 2017 | Life Style (精品购物指南) |       |
| 2017 | L'Officel (时装)          |       |
| 2017 | 瑞丽伊人风尚              |       |
| 2017 | So Cool (杂志)            |       |
| 2017 | ICON-F (时尚画报)         |       |
| 2017 | Super ELLE                |       |
| 2017 | 我们的街拍时刻            |       |
| 2017 | YOHO! (潮流志)            |       |
| 2017 | 北京青年周刊              |       |
| 2017 | 男人风尚                  |       |
| 2016 | BAZAAR Men (芭莎男士)     |       |
| 2016 | Marie Claire (嘉人)       |       |
| 2016 | Easy (音乐世界)           |       |
| 2016 | Cosmopolitan (时尚)       |       |
| 2016 | 昕薇                      |       |
| 2016 | 城市画报                  |       |
| 2016 | 南都娱乐                  |       |

### Eventos
| Año  | Título                               | Notas                                                                     |
| ---- | ------------------------------------ | ------------------------------------------------------------------------- |
| 2020 | Nice to Meet Poetry                  | (Special Spring Poetry Livestream)                                        |
| 2020 | Beijing TV 2020 Spring Festival Gala | (también conocida como "BTV Spring Festival Gala 2020") - junto a Yang Zi |

## Discografía

### Sencillos
| Año  | Título                            | Álbum                                        | Notas                                                                           |
| ---- | --------------------------------- | -------------------------------------------- | ------------------------------------------------------------------------------- |
| 2020 | My Love, Beijing (北京我的爱)     | -                                            | (Interpretación en el "Beijing TV 2020 Spring Festival Gala") - junto a Yang Zi |
| 2017 | If I Love You (如果我爱你)        | OST de "Shall I Compare You to a Spring Day" | junto a Zhou Dongyu                                                             |
| 2017 | Proud Youth (骄傲的少年)          | OST de "Give Me Five"                        |                                                                                 |
| 2017 | Kungfu Yoga (功夫瑜伽)            | OST de "Kung Fu Yoga"                        | junto a Jackie Chan y Yang Zi                                                   |
| 2010 | Surprise Scream (惊声尖叫)        | -                                            |                                                                                 |
| 2010 | Yishan's Happy Times (一山好锋光) | -                                            |                                                                                 |
| 2008 | Online Palace (网络宫殿)          | -                                            |                                                                                 |

### Otras canciones
| Año  | Título                 | Álbum | Notas                                                                                            |
| ---- | ---------------------- | ----- | ------------------------------------------------------------------------------------------------ |
| 2020 | 你要相信这不是最后一天 | -     | junto a otros artistas - (Canción y mensajes para apoyar a quienes luchan contra el coronavirus) |

## Premios y nominaciones
| Año  | Categoría                 | Premio                                 | Trabajo                 | Resultado |
| ---- | ------------------------- | -------------------------------------- | ----------------------- | --------- |
| 2018 | Best Actor (Modern Drama) | 24th Huading Award                     | A Seven-Faced Man       | Nominado  |
| 2017 | Best Supporting Actor     | 9th Macau International Movie Festival | A Paper Marriage        | Nominado  |
| 2013 | Newcomer Award            | 14th Golden Phoenix Award              | Deng Enming's Childhood | Ganó      |
| 2009 | Best New Actor            | 2nd Huading Award                      | -                       | Ganó      |